# پاسیانو دی پوردنونه
پاسیانو دی پوردنونه (به ایتالیایی: Pasiano di Pordenone) یک کومونه در ایتالیا است که در استان پوردنونه واقع شده‌است. پاسیانو دی پوردنونه ۴۵٫۵ کیلومتر مربع مساحت و ۷٬۹۷۵ نفر جمعیت دارد و ۱۳ متر بالاتر از سطح دریا واقع شده‌است.